# Gérard Onesta
Pour les articles homonymes, voir Onesta.
Gérard Onesta, né le 5 août 1960 à Albi, est un homme politique français, membre d'Europe Écologie Les Verts (EÉLV).

## Biographie

### Enfance et formation
Fils d'immigré, la branche paternelle de sa famille ayant été chassée d'Italie par le fascisme, Gérard Onesta fait ses études scientifiques à Albi, puis Toulouse. Diplômé architecte DPLG en 1984, il dirige de 1985 à 1999 une agence d'architecture à Albi.

### Activité militante
En 1988, il co-fonde la Fédération des jeunes écologistes européens. Il est membre du Conseil national des Verts à partir de 1987 et jusqu'en 1999, ainsi que responsable des questions institutionnelles des débats sur les questions institutionnelles (démocratie, modes de scrutin, règlements, rapports au pouvoir…) de 1989 à 1999. Il occupe également le poste de porte-parole du parti pour la région Midi-Pyrénées de 1991 à 1992, puis celui de porte-parole national entre 1994 et 1995.
Il tente aussi de valoriser les enjeux européens et verts au niveau international, notamment en rédigeant un rapport sur les peuples indigènes, en créant un planisphère alternatif représentant les peuples du monde, ou encore en participant au Sommet de Rio de 1992.

#### Planisphère alternatif
Il crée un planisphère qu'il nomme « Planète terre ». C'est une projection cartographique qui utilise le même processus de calcul que la projection de Peters. C'est-à-dire qu'elle tente de prendre en compte la taille réelle des continents. La projection de Mercator, à cause des distorsions, fait apparaître la Russie plus grande que l'Afrique alors que celle-ci a une superficie d'environ 30 millions de km2 et la Russie de 17 millions de km2.
D'autres différences sont notables par rapport à la représentation Mercator :
- limites : zones naturelles (formations végétales) et non frontières étatiques ;
- humains : nom des peuples et non des états même si c’est incomplet : la richesse humaine dans ce domaine ne pouvant être représentée ;
- rose des vents : sud vers le haut et non vers le bas, démarche non conventionnelle.

Sa démarche vise à remettre en cause les conventions et à donner une autre représentation du monde.

### Carrière politique
Se définissant comme fédéraliste européen à forte sensibilité régionaliste, Onesta est élu, lors des élections européennes de 1999, au Parlement européen, où il siège au sein du groupe des Verts/Alliance libre européenne. La même année, il est également élu vice-président du Parlement européen, poste qu'il occupe pendant dix ans, le temps de quatre mandats.
Membre de la Commission des affaires constitutionnelles du Parlement, il est très impliqué dans le débat constitutionnel, et milite pour le « oui » au référendum sur le projet de traité constitutionnel européen. Il continue, à la suite de la victoire du « non », à participer au débat public, et a notamment diffusé une publication intitulée Plan A+, pour une relance du processus constitutionnel européen.
Au Parlement européen, il porte souvent des rapports visant à rendre plus transparent et plus participatif le fonctionnement de l'institution, par exemple sur les règles de conduite des députés européens, ou sur les procédures liées à la réception des pétitions par le Parlement. Il a aussi, en tant que vice-président, contribué à donner un cadre légal au travail des assistants parlementaires, et a fait adopter à l'institution une nouvelle marche à suivre pour améliorer l'impact environnemental de toutes ses activités, grâce à la norme EMAS.
En 2009, le classement des eurodéputés français place Gérard Onesta en première position pour son travail et son taux de présence. Entre juillet 2007 et juin 2008, il est ainsi présent à 100 % des séances. Avec la socialiste Martine Roure et le conservateur Alejo Vidal-Quadras, il fait partie des trois députés à voter en faveur d'une publication immédiate des registres de présence en commission.
Pour les élections européennes de 2009, il « laisse » sa place de leader écologiste dans la circonscription Sud-Ouest à José Bové qui avait soutenu sa candidature aux élections précédentes.
Lors des élections régionales des 14 et 21 mars 2010, tête de liste d'Europe Écologie en Midi-Pyrénées, il est élu conseiller régional. Il est à nouveau à la tête d'une liste d'alliance entre Europe Écologie les Verts, la Nouvelle Gauche socialiste, le Front de gauche, le Parti occitan et la Gauche républicaine de Catalogne lors des élections régionales suivantes de 2015 dans la nouvelle grande région Languedoc-Roussillon-Midi-Pyrénées, en binôme avec Agnès Langevine. Il fusionne au second tour avec la liste « Notre Sud en commun » menée par Carole Delga qui est élue. Il devient président du bureau de l'assemblée régionale et le demeure jusqu'en 2021.

### Vie personnelle
Gérard Onesta est le cousin de Claude Onesta (né en 1957), ancien sélectionneur de l'équipe de France de handball.